# Tamjeong Hong Gil-dong: Sarajin maeul
Pour plus de détails, voir Fiche technique et Distribution.
Tamjeong Hong Gil-dong: Sarajin maeul (탐정 홍길동: 사라진 마을, littéralement « détective Hong Gil-dong : le village perdu ») est un film sud-coréen réalisé par Jo Sung-hee, sorti en 2016.

## Synopsis
Hong Gil-dong est détective privé dans une agence illégale dirigée par la présidente Hwang. Avec sa mémoire exceptionnelle et sa personnalité hors norme, il traque les criminels. Mais il ne parvient pas à mettre la main sur Kim Byeong-duk, qui lui échappe depuis ving ans.

## Fiche technique
- Titre : Tamjeong Hong Gil-dong: Sarajin maeul
- Titre original : 탐정 홍길동: 사라진 마을
- Titre anglais : Phantom Detective
- Réalisation : Jo Sung-hee
- Scénario : Jo Sung-hee
- Photographie : Byun Bong-sun
- Production : Bang Ok-kyung (producteur délégué)
- Société de production : Bidangil Pictures et CJ Entertainment
- Pays :  Corée du Sud
- Genre : Action, drame, thriller
- Durée : 126 minutes
- Dates de sortie : 
  -  Corée du Sud : 4 mai 2016

## Distribution
- Lee Je-hoon : Hong Gil-dong
- Kim Seong-gyoon : Kang Seong-il
- Go Ara : présidente Hwang
- Hwang Bo-ra
- Kim Ha-na : Mal-soon
- No Jeong-ee : Dong-yi
- Park Geun-hyeong : Kim Byeong-deok

## Distinctions
Le film a été nommé au Buil Film Award de la meilleure direction artistique.